# 1915 en musique classique
| \| • Retour à la chronologie générale de la musique classique • \| |
| Grèce • Rome • Haut Moyen Âge • VIIIe siècle • IXe siècle • Xe siècle • XIe siècle XIIe siècle • XIIIe siècle • XIVe siècle • XVe siècle • XVIe siècle • XVIIe siècle XVIIIe siècle • XIXe siècle • XXe siècle • XXIe siècle |
| • Retour à la chronologie générale de la musique classique • |

| Années en musique classique : 1912 - 1913 - 1914 - 1915 - 1916 - 1917 - 1918    |
| Décennies en musique classique : 1880 - 1890 - 1900 - 1910 - 1920 - 1930 - 1940 |

## Événements

### Créations
- 25 janvier : Madame Sans-Gêne d'Umberto Giordano au Metropolitan Opera sous la direction de Toscanini.
- 28 janvier : le Trio en la pour piano, violon et violoncelle de Maurice Ravel.
- 5 février : les Variations et fugue sur un thème de W. A. Mozart de Max Reger, créées à Berlin sous la direction du compositeur.
- 5 août - 29 septembre : Composition des Études de Claude Debussy.
- 28 octobre : Une Symphonie alpestre de Richard Strauss.
- 6 novembre : Sinfonietta en la majeur, de Prokofiev.
- 8 novembre : Les Trois Pièces pour quatuor à cordes de Stravinsky sont jouées à Chicago.
- 8 décembre : la Symphonie no 5 en mi bémol majeur (première version) de Sibelius, créée à Helsinki sous la direction de Robert Kajanus (voir 1919).

Date indéterminée
- Composition de la Sonatine sur des thèmes paysans de Transylvanie de Béla Bartók.
- Composition de En blanc et noir de Claude Debussy.
- Composition de la Sonate pour violoncelle seul de Zoltán Kodály.
- Composition des Quatuors à cordes no 1 et no 2 d'Heitor Villa-Lobos.

## Naissances

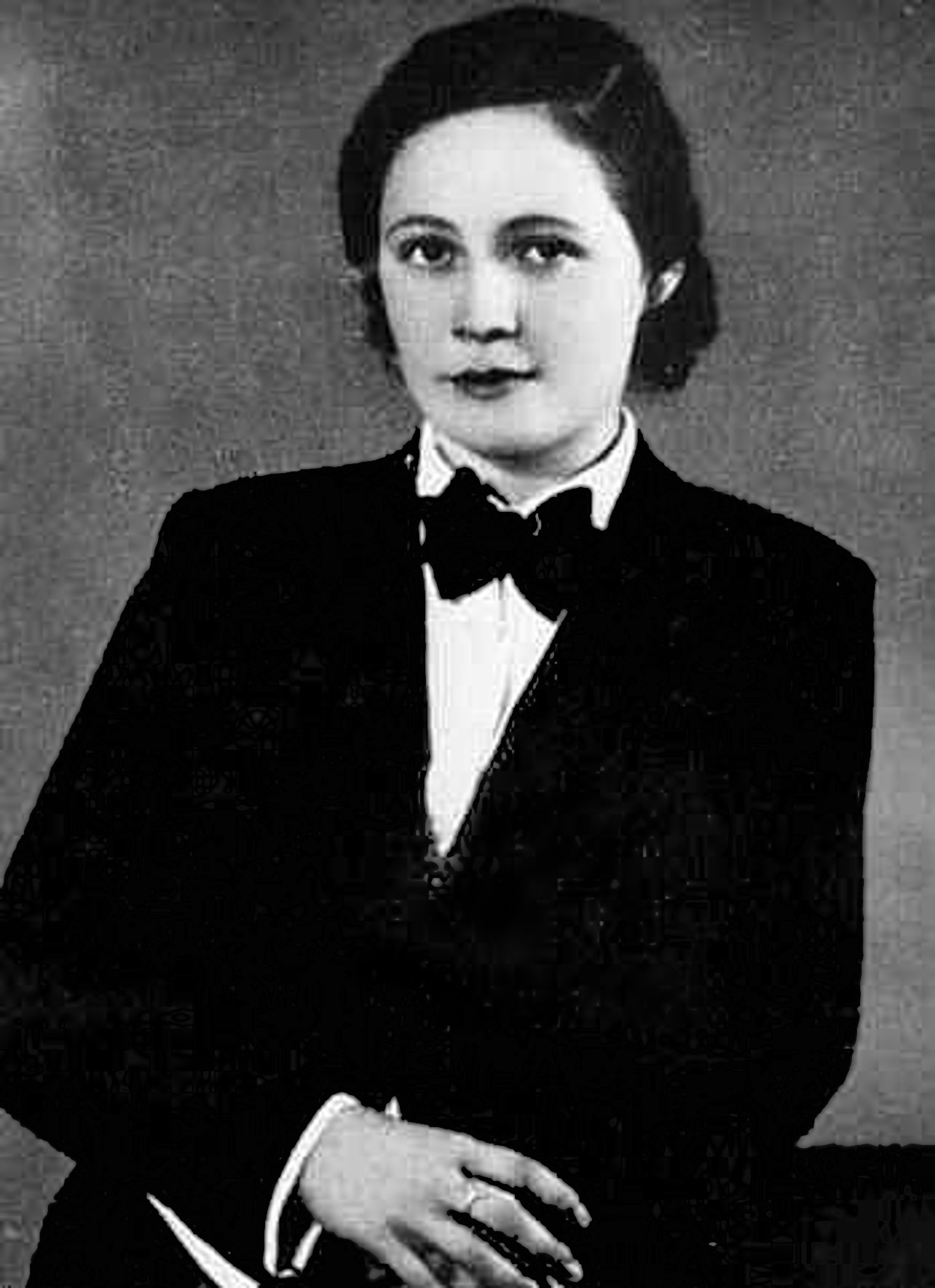
Vítězslava Kaprálová

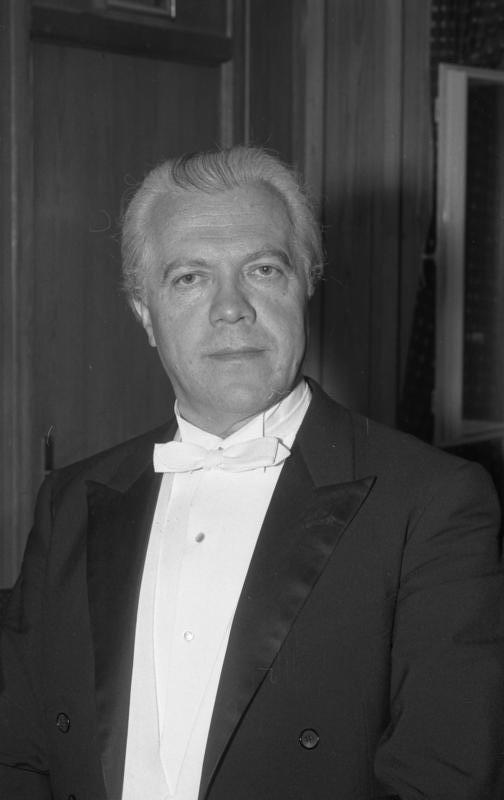
Karl Münchinger

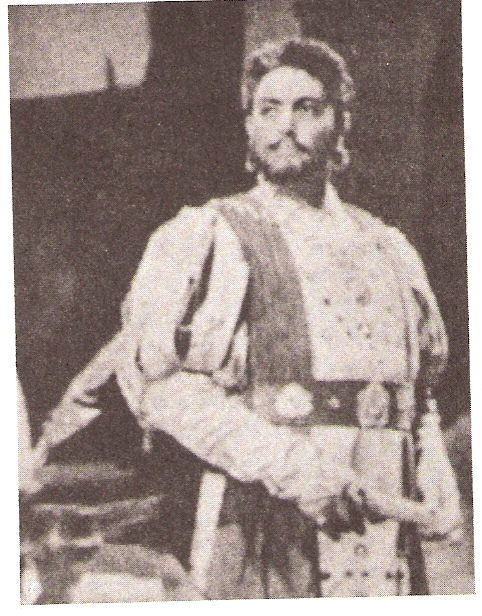
Mario del Monaco

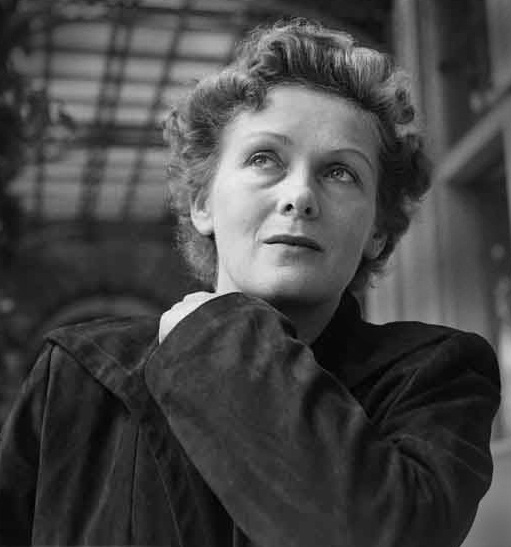
Elisabeth Schwarzkopf

- 10 janvier : Dean Dixon, chef d’orchestre américain († 3 novembre 1976).
- 13 janvier : Alberto Bruni Tedeschi, compositeur italien († 17 février 1996).
- 24 janvier : Vítězslava Kaprálová, compositrice et chef d'orchestre tchèque († 16 juin 1940).
- 27 janvier : Jack Brymer, clarinettiste britannique († 15 septembre 2003).
- 2 février : Karol Stryja, chef d'orchestre et professeur polonais († 31 janvier 1998).
- 7 février : Carlo Felice Cillario, chef d'orchestre italien, († 13 décembre 2007)
- 18 février : Marcel Landowski, compositeur français († 23 décembre 1999).
- 10 mars : Charles Groves, chef d'orchestre anglais († 20 juin 1992).
- 12 mars : Vera Dénes, violoncelliste et pédagogue hongroise († 16 mars 1970).
- 13 mars : Reine Gianoli, pianiste française († 21 février 1979).
- 15 mars : Sol Schoenbach, bassoniste et pédagogue américain († 25 février 1999).
- 20 mars : Sviatoslav Richter, pianiste russe († 1er août 1997).
- 20 avril : Monique de La Bruchollerie, pianiste française († 15 décembre 1972).
- 25 avril : Italo Tajo, basse italienne († 28 mars 1993).
- 2 mai : Jan Hanuš, compositeur tchèque († 30 juillet 2004).
- 3 mai : Evencio Castellanos, pianiste, chef d'orchestre et compositeur vénézuélien († 16 mars 1984).
- 6 mai : George Perle, américain compositeur et théoricien de la musique († 23 janvier 2009).
- 17 mai : Berthe di Vito-Delvaux, compositrice belge († 2 avril 2005 (à 89 ans)).
- 28 mai : Wolfgang Schneiderhan, violoniste autrichien († 18 mai 2002).
- 29 mai : Karl Münchinger, chef d'orchestre de musique classique allemand († 13 mars 1990).
- 2 juin : 
  - Josef Metternich, chanteur lyrique allemand († 21 février 2005).
  - Robert Moffat Palmer, compositeur, pianiste et pédagogue Américain († 3 juillet 2010).
- 6 juin : Vincent Persichetti, compositeur, pianiste et pédagogue américain († 14 août 1987).
- 10 juin : Inia Te Wiata, chanteur d'opéra néo-zélandais, baryton-basse, également acteur († 26 juin 1971).
- 12 juin : Émilien Allard, carillonneur, pianiste, clarinettiste, organiste, chef d'orchestre et compositeur de musique québécois († 18 novembre 1977).
- 18 juin : 
  - Robert Lannoy, compositeur et directeur de conservatoire († 1979).
  - Joan Trimble, compositrice et pianiste irlandaise († 6 août 2000).
- 22 juin : Randolph Hokanson, pianiste et professeur américain († 19 octobre 2018).
- 6 juillet : Marcel Quinet, compositeur belge († 16 décembre 1986).
- 9 juillet : David Diamond, compositeur américain († 13 juin 2005).
- 17 juillet : Esther Ballou, professeur de musique, organiste et compositrice américaine († 12 mars 1973).
- 22 juillet : Armando Renzi, pianiste et compositeur italien († 5 juin 1985).
- 27 juillet : Mario del Monaco, ténor italien († 16 octobre 1982).
- 25 août : Walter Trampler, virtuose de l'alto et de la viole d'amour († 27 septembre 1997).
- 26 août : Humphrey Searle, compositeur et musicologue anglais († 12 mai 1982).
- 3 septembre : Knut Nystedt, compositeur, organiste, chef de chœur et pédagogue norvégien († 8 décembre 2014).
- 4 septembre : Rudolf Schock, ténor allemand († 13 novembre 1986).
- 8 septembre : Júlia Hajdú, compositrice et pianiste hongroise († 23 octobre 1987).
- 3 septembre : Abel Ehrlich, compositeur israélien († 30 octobre 2003).
- 22 septembre : Grigori Frid, compositeur russe († 22 septembre 2012).
- 24 septembre : Ettore Gracis, chef d'orchestre italien († 12 avril 1992).
- 25 septembre : Najla Jabor, compositrice et chef d'orchestre brésilienne († 9 mars 2001).
- 7 octobre : Pierre Nerini, violoniste et professeur de musique français († 27 février 2006).
- 12 octobre : Marie-Louise Girod, organiste française († 29 août 2014).
- 26 octobre : Francesco Mander, chef d'orchestre et compositeur italien († 2 septembre 2004).
- 30 octobre : Pierre Wissmer, compositeur français d'origine suisse († 4 novembre 1992).
- 2 novembre : 
  - Sverre Bergh, compositeur et organiste norvégien († 8 décembre 1980).
  - Douglas Lilburn, compositeur néo-Zélandais († 6 juin 2001)
- 8 novembre : Lamberto Gardelli, chef d'orchestre italien († 17 juillet 1998).
- 26 novembre : Earl Wild, pianiste et compositeur américain († 23 janvier 2010).
- 27 novembre : Jean Matter, musicologue et romancier suisse († 10 octobre 1993).
- 2 décembre : Nico Richter, compositeur néerlandais († 16 août 1945).
- 9 décembre : Elisabeth Schwarzkopf, soprano anglo-allemande († 3 août 2006).
- 16 décembre : Gueorgui Sviridov, compositeur russe († 5 janvier 1998).
- 22 décembre :
  - Jean Meylan, chef d'orchestre suisse († 9 janvier 1994).
  - Felix Slatkin, violoniste et chef d'orchestre américain († 8 février 1963).

Date indéterminée
- Rouben Gregorian, compositeur et chef d'orchestre arménien († 28 mars 1991).

## Décès

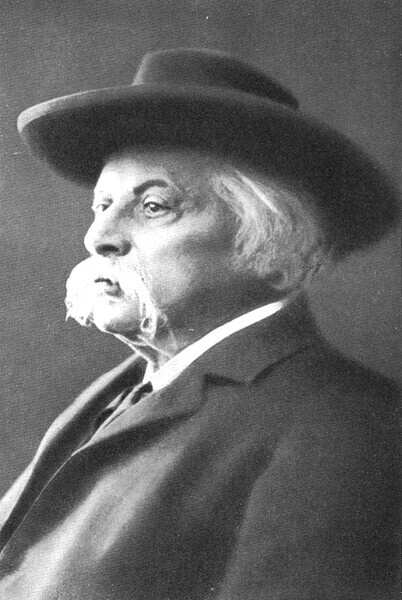
Károly Goldmark

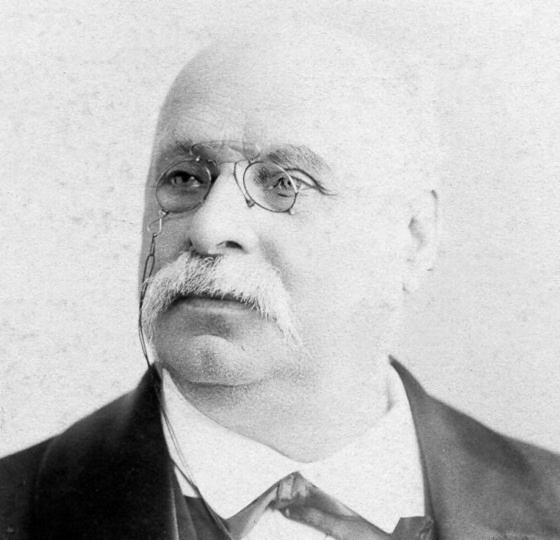
Émile Waldteufel

- 2 janvier : Károly Goldmark, compositeur hongrois (° 18 mai 1830).
- 21 janvier : Louis Gregh, compositeur français (° 16 mars 1843).
- 12 février : Émile Waldteufel, compositeur français (° 9 décembre 1837).
- 19 février : Jules Écorcheville, musicologue et collectionneur français (° 17 mars 1872).
- 23 février : Valentin Duc, fort ténor français à Béziers (° 25 janvier 1858).
- 3 mars : Jacques Charlot, compositeur français (° 13 septembre 1885).
- 21 mars : Charles Ainslie Barry, organiste et musicographe britannique († 10 juin 1930).
- 28 mars : Catharina Felicia van Rees, écrivaine, compositrice et militante féministe (° 22 août 1831).
- 1er avril : Johann Joseph Abert, compositeur allemand (° 20 septembre 1832).
- 5 avril : Giusto Dacci, compositeur et pédagogue italien (° 1er septembre 1840).
- 27 avril : Alexandre Scriabine, compositeur russe (° 6 janvier 1872).
- 31 mai : Étienne Destranges, musicographe et critique musical (° 29 mars 1863).
- 19 juin : Sergueï Taneïev, compositeur russe (° 25 novembre 1856).
- 6 juillet : Paul Wachs, organiste, pianiste et compositeur français (° 19 septembre 1851).
- 11 août : Léon Reuchsel, organiste français (° 11 février 1840).
- 22 août : Augustin Barié, compositeur français (° 15 novembre 1883).
- 28 août : Virginia Naumann-Gungl, soprano allemande (° 31 décembre 1848).
- 6 septembre : Otto Kitzler, chef d'orchestre, violoncelliste et pédagogue allemand (° 16 mars 1834).
- 14 septembre : Paul Martineau, compositeur français (° 20 août 1890).
- 15 septembre : 
  - Ernest Gagnon, organiste, compositeur, écrivain et historien canadien (° 7 novembre 1834).
  - Émile Réty, chef de secrétariat du Conservatoire de Paris (° 7 mars 1833).
- 29 septembre : Rudi Stephan, compositeur allemand (° 29 juillet 1887).
- 4 octobre : Carles Gumersind Vidiella i Esteba, pianiste et compositeur espagnol (° 1856).
- 5 octobre : 
  - Otto Malling, compositeur et organiste danois (° 1er juin 1848).
  - José María Usandizaga, compositeur espagnol (° 31 mai 1887).
- 14 octobre : Jeanne Danglas, pianiste et compositrice française (° 1er août 1871).
- 22 octobre : Adèle Isaac, cantatrice française (° 8 janvier 1854).
- 14 novembre : Teodor Leszetycki, pianiste et compositeur polonais (° 22 juin 1830).
- 21 novembre : Henry Richard Bird, pianiste et organiste britannique (° 14 novembre 1842).
- 8 décembre : Amelia Patti, cantatrice d'opéra italienne (° 1er janvier 1831).

Date indéterminée